# Selles-sur-Cher (gemeente)
Selles-sur-Cher is een gemeente in het Franse departement Loir-et-Cher (regio Centre-Val de Loire). De plaats maakt deel uit van het arrondissement Romorantin-Lanthenay. Selles-sur-Cher telde op 1 januari 2022 4.225 inwoners.
Selles-sur-Cher staat bekend om de Selles-sur-Cher, een plaatselijke blauwschimmelkaas die een van de 44 Franse kazen is met een beschermde oorsprongsbenaming (AOP).  

## Geschiedenis
Niet het huidige centrum van Selles is het oudste deel van de gemeente, maar het gehucht Le Bourgeau op de rechteroever van de Cher. Dit was het Gallo-Romeinse Patriciacum, waar een abdij werd gesticht.
Volgens de legende vestigde de heilige Eusice, een monnik van de abdij van Patriciacum, zich in de 6e eeuw in een heremietenwoning (cella) aan de oever van de Cher. Naar verluidt zou de naam van de gemeente afgeleid zijn van het Latijnse cella. Na de dood van Eusice omstreeks 540 werd er een oratorium gebouwd op de plaats van zijn 'cel' en later een abdij. Hierrond ontstond later de plaats Selles. De plaats bevond zich op de weg tussen Tours en Vierzon en bij een natuurlijke oversteekplaats over de Cher.
In de 10e eeuw werd er een eerste burcht gebouwd in Selles, mogelijk als verdediging voor de abdij tegen plundertochten van de Vikingen. In de middeleeuwen overvleugelde Selle-Saint-Eusice het oudere Le Bourgeau, dat zijn parochie zag verplaatst worden naar Selles. In de 17e eeuw werd het Kasteel van Selles-sur-Cher herbouwd door Philippe de Béthune. Diezelfde Philippe de Béthune liet ook een ziekenhuis (hôtel-dieu) bouwen in Selles.
In de 19e eeuw werden de stadsmuren van Selles afgebroken en werden er werken uitgevoerd rond de Cher om overstromingen, een constante in de geschiedenis van de stad, te voorkomen. De plaats kreeg een station op de spoorlijn tussen Tours en Vierzon en in 1919 kwam er een keramiekfabriek.

## Geografie
De oppervlakte van Selles-sur-Cher bedroeg op 1 januari 2022 25,74 vierkante kilometer; de bevolkingsdichtheid was toen 164,1 inwoners per km². De plaats ligt aan de oevers van de Cher, op een hoogte in het oorspronkelijke overstromingsgebied van de rivier.
De onderstaande kaart toont de ligging van Selles-sur-Cher (gemeente) met de belangrijkste infrastructuur en aangrenzende gemeenten.

## Verkeer en vervoer
In de gemeente ligt spoorwegstation Selles-sur-Cher.

## Demografie
Onderstaande figuur toont het verloop van het inwonertal (bron: INSEE-tellingen).

## Geboren in Selles-sur-Cher
- Marcel Béalu (1908-1993), schrijver